# Ang Probinsyano
Az Ang Probinsyano egy fülöp-szigeteki televíziós sorozat, amit az ABS-CBN készített 2015-ben. Főszereplői: Coco Martin.

## Főszereplők
| Színész(nő)                   | Szerepnév                                           |
| ----------------------------- | --------------------------------------------------- |
| Coco Martin                   | Dominador "Ador" B. de Leon/Ricardo "Cardo" Dalisay |
| Tirso Cruz III                | Arturo "Art" M. Padua                               |
| Ara Mina                      | Ellen Padua                                         |
| Bianca Manalo                 | Lourdes "Bubbles" Torres                            |
| Jaime Fabregas                | Delfin S. Borja                                     |
| Joel Torre                    | Teodoro "Teddy" Arevalo/Juan Verdad/Jose Malaya     |
| John Prats                    | Jerome Girona, Jr.                                  |
| Marc Abaya                    | Jacob Serrano                                       |
| John Arcilla                  | Renato "Buwitre" Hipolito                           |
| Lorna Tolentino               | Lily Ann Cortez-Hidalgo                             |
| Malou Crisologo               | Yolanda "Yolly" Capuyao-Santos                      |
| Raymart Santiago              | Victor A. Basco                                     |
| Rowell Santiago               | Oscar Hidalgo/Mariano                               |
| Angel Aquino                  | Diana T. Olegario                                   |
| Michael de Mesa               | Ramil "Manager" D. Taduran                          |
| Seth Fedelin                  | Macoy                                               |
| Shaina Magdayao               | Roxanne Opeña                                       |
| Shamaine Centenera-Buencamino | Virginia "Virgie" R. Arevalo                        |
| Richard Gutierrez             | Angelito "Lito" Valmoria                            |
| Yassi Pressman                | Alyana R. Arevalo-Dalisay                           |